# 博尼亚尔
博尼亚尔，是西班牙卡斯蒂利亚-莱昂莱昂省的一个市镇。 总面积181平方公里，2001年普查人口總數為2429人，人口密度為每平方公里13人。